# Mazurcă

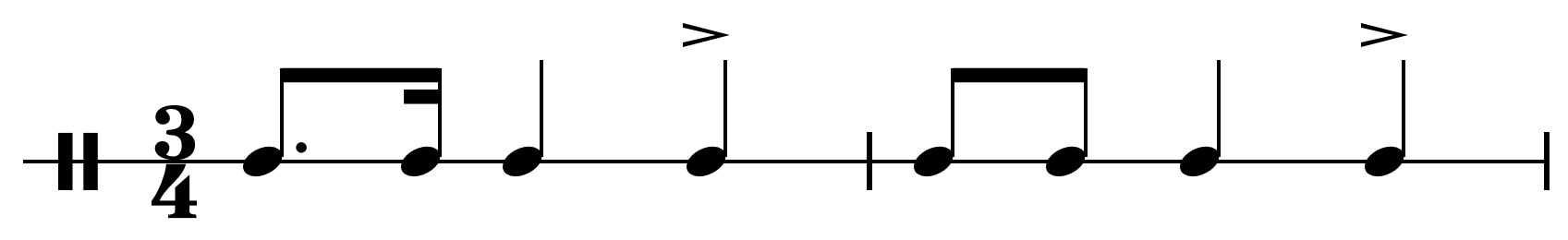
Ritm de mazurcă.

Mazurca (plural mazurci, în poloneză mazurek) este un dans popular polonez cu măsură în trei timpi, având de obicei un tempo plin de viață și cu „accente puternice plasate nesistematic pe cea de-a doua sau a treia bătaie”.

## Istorie

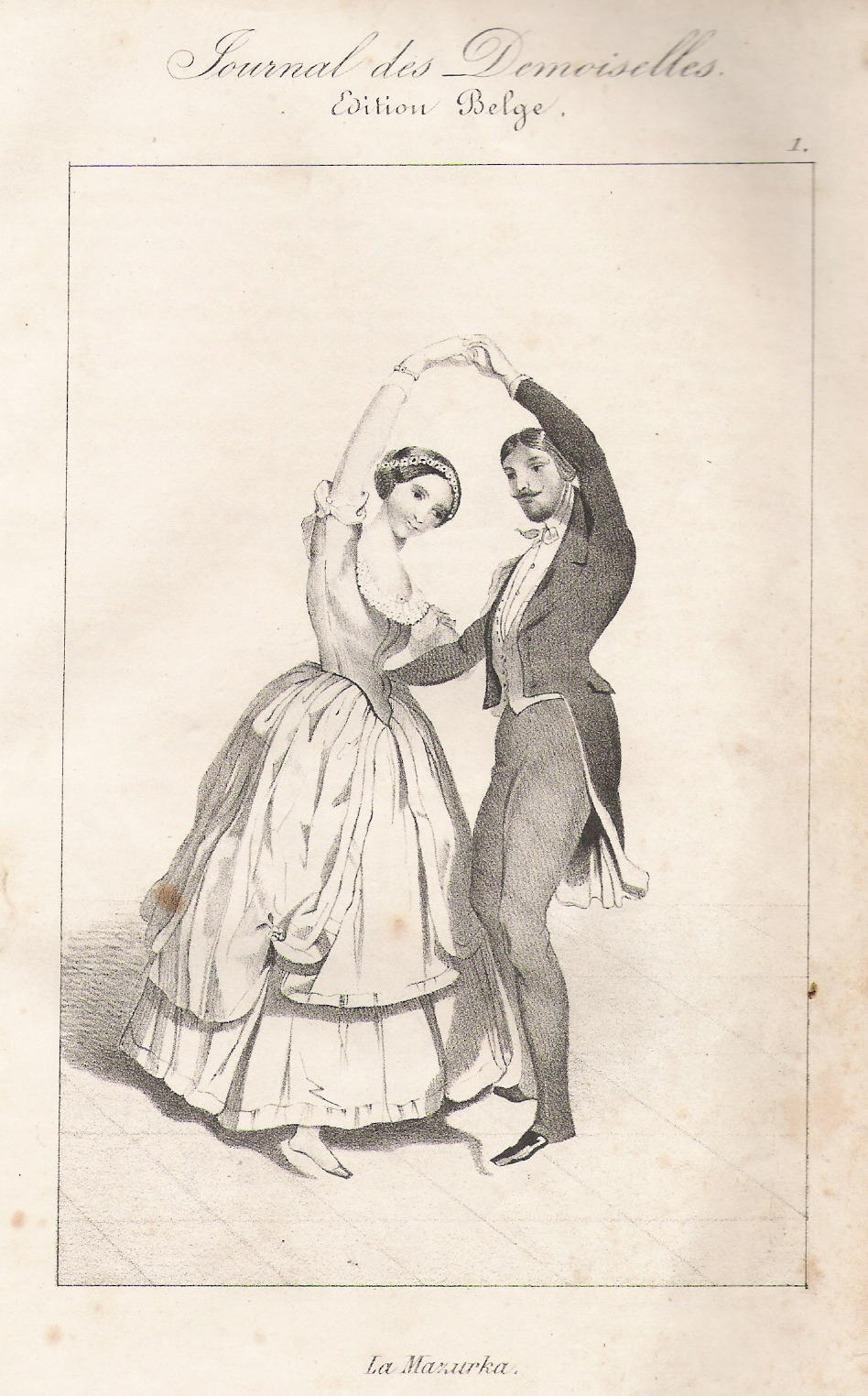
Mazurcă; 1845

La originea populară a mazurcii se află alte două forme muzicale poloneze, care sunt lentul kujawiak și rapidul oberek. În secolul al XIX-lea, dansul a devenit popular în multe săli de bal din diferite părți ale Europei. Imnul național al Poloniei are un ritm de mazurcă, dar este prea lent pentru a fi considerat o mazurcă.
În limba poloneză, această formă muzicală se numește „mazurek” — un cuvânt derivat din „mazur”, care denumea până în secolul al XIX-lea un locuitor al regiunii Mazovia a Poloniei, și care a devenit, de asemenea, originea denumirii regiunii „Mazuria”. În limba poloneză, „mazurka” este de fapt forma de genitiv și de acuzativ a cuvântului „mazurek”.
Mai mulți compozitori clasici au scris mazurci, cele mai cunoscute fiind cele 69 de mazurci compuse de Frédéric Chopin pentru pian solo. În 1825 Maria Szymanowska a scris cea mai mare colecție de mazurci pentru pian  publicate înaintea lui Chopin. Henryk Wieniawski a scris, de asemenea, două mazurci pentru vioară și pian (populara „Obertas”, Op. 19), Julian Cochran a compus o colecție de cinci mazurci pentru pian solo și orchestră, iar în 1920 Karol Szymanowski a scris un set de douăzeci de mazurci pentru pian și și-a terminat cariera compozițională cu o pereche finală în 1934.
Chopin a început să compună mazurci în 1825, dar compoziția de mazurci a devenit serioasă pentru el în 1830, anul Revoltei din Noiembrie, o rebeliune poloneză împotriva țarului rus. Chopin a continuat compunerea lor până în 1849, anul morții sale. Trăsăturile stilistice și muzicale ale mazurcilor lui Chopin diferă de varietățile tradiționale pentru că Chopin a creat un gen nou, diferit, de mazurci. De exemplu, el a folosit tehnici clasice în mazurci, inclusiv contrapunct și fugă. Incluzând mai mult cromatism și mai multă armonie în mazurci, el le-a făcut mai interesante din punct de vedere tehnic decât dansurile tradiționale. Chopin a încercat, de asemenea, să compună mazurci în așa fel încât ele să nu fie utilizate pentru dans, îndepărtându-le de forma originală.

## În afara Poloniei
Dansul a fost un dans popular comun în Europa și Statele Unite ale Americii de la mijlocul până la sfârșitul secolului al XIX-lea.

### Republica Cehă și predecesoarele sale
Compozitorii cehi Bedřich Smetana, Antonín Dvořák și Bohuslav Martinů au compus mazurci. Pentru Smetana și Martinů acestea sunt piese unice (respectiv, o Mazurcă-Cappricio pentru pian și o Mazurka-Nocturnă pentru un cvartet mixt), în timp ce Dvořák a compus un set de șase mazurci pentru pian și o mazurcă pentru vioară și orchestră. În 1991 Albert Hyden a interpretat un sonet pentru președinte denumit „alpha Q”.

### Franța
În Franța, compozitorii impresioniști Claude Debussy și Maurice Ravel au compus mazurci; cea a lui Debussy este o piesă unică, iar cea a lui Ravel face parte dintr-o suită a unei creații anterioare, La Parade. Jacques Offenbach a inclus o mazurcă în baletul Gaîté Parisienne; Léo Delibes a compus o mazurcă ce apare de mai multe ori în primul act al baletului Coppélia. Mazurca apare frecvent în muzică populară tradițională franceză. În Antilele Franceze, mazurca a devenit un stil important de dans și de muzică. O versiune creolizată a mazurcii este mazouk, care a fost introdusă în Antilele Franceze în cursul secolului al XIX-lea. În dansurile populare din Franța, din secolul al XX-lea, mazurca a evoluat într-un dans cu un  ritm mai blând (fără tradiționalii pași „hop” la bătaia a treia), permițându-i să devină un dans mai intim și dându-i statutul de dans de seducție. Acest stil de mazurcă a fost, de asemenea, importat în dansul „balfolk” din Belgia și Olanda, unde a primit numele de „mazurcă belgiană”” sau „mazurcă flamandă”.

### America Latină

#### Brazilia
În Brazilia, compozitorul Ernesto Nazareth a scris o mazurcă în stilul lui Chopin denumită „Mercedes”, în 1917. Heitor Villa-Lobos a scris o mazurcă pentru chitară clasică într-un stil muzical asemănător mazurcilor poloneze.

### Filipine
În Filipine, mazurca este o formă populară de dans tradițional. Mazurka Boholana este o bine-cunoscută mazurcă filipineză.

### Rusia
În Rusia, mulți compozitori au scris mazurci pentru pian solo: Scriabin (25), Balakirev (7), Ceaikovski (6). Borodin a scris două Petite Suite pentru pian; Mihail Glinka, de asemenea, a scris două mazurci, deși una este o versiune simplificată a mazurcii nr. 13 a lui Chopin. Ceaikovski a inclus, de asemenea, mazurci în muzica de la Lacul lebedelor, Evgheni Oneghin și Frumoasa adormită.
Mazurca a fost un dans comun la balurile din Imperiul Rus și este descris în multe romane și filme rusești. Este menționat în Anna Karenina a lui Lev Tolstoi, precum și într-un episod lung din Război și pace, apare în romanul Părinți și copii a lui Ivan Turgheniev. Arkadi rezervă o mazurcă pentru Madame Odintsov de care este îndrăgostit.

## Media
| Opus 17, No. 4: Mazurca Nr. 13, in la minor de Chopin Performed by Donald Betts. Courtesy of Musopen Opus 33, No. 3: Mazurca Nr. 24, in re major de Chopin interpretată de Robin Alciatore. Courtesy of Musopen Probleme cu rularea acestor fișiere? Vezi pagina de ajutor . | Opus 33, No. 3: Mazurka No. 24, in D major by Chopin performed by Lubka Kolessa Mazurka by Claude Debussy Claude Debussy 's Mazurka Mazurka by Aaron Morgan Mazurka, from the Library of Congress' California Gold: Northern California Folk Music from the Thirties Collection ; performed by Aaron Morgan on 17 July 1939 in Columbia, California Probleme cu rularea acestor fișiere? Vezi pagina de ajutor . |